# 콘스탄티노스 11세 팔레올로고스
콘스탄티노스 11세 드라가시스 팔레올로고스(그리스어: Κωνσταντίνος ΙΑ' Δραγάσης Παλαιολόγος)는 동로마 제국의 마지막 황제이다. 1448년에 즉위하여 1453년 콘스탄티노폴리스 공방전에서 전사하였다. 

## 생애
콘스탄티노폴리스(콘스탄티노플)에서 마누일 2세 팔레올로고스와 마케도니아 지방 드라가슈 가문 출신의 세르비아인 아내 헬레나 사이에서 넷째 아들로 태어났다. 어린 시절을 콘스탄티노폴리스에서 보냈으며, 1443년 모레아의 황제 소유영지를 통치하고 라틴인들을 완전히 몰아내는 데 성공했다. 1448년 형인 요한네스 8세 팔레올로고스가 자녀 없이 죽자, 다른 형제인 데메트리오스와 제위를 놓고 분쟁이 벌어졌는데 오스만 제국의 술탄 무라드 2세에게 중재를 요청한 결과, 콘스탄티노스가 결정되어 미스트라에서 황제로 즉위했다(1449년).
1451년 오스만 제국의 술탄이 된 메흐메트 2세가 콘스탄티노폴리스에 대한 위협을 가해오자, 콘스탄티누스는 동방교회와 서방교회의 재결합에 동의함으로써 서유럽의 지원을 얻어내려고 노력했으나 끝내 무산되었다. 결국 가브리엘로 트레비사노가 이끄는 소수의 베네치아 공화국 함대와, 주스티니아니 롱고가 이끄는 제노바 공화국 용병의 지원을 받아 독자적으로 콘스탄티노폴리스의 방위조직을 갖추는 등 갖은 노력을 다했지만 결국 메메드 2세가 이끄는 오스만 제국의 군대의 침공하는 것을 막아낼 수는 없었다.
1453년 5월 29일 일화로, 사석포(우르반 대포)를 동원한 메흐메트 2세의 오스만 군이 테오도시우스 성벽을 마주보며 서있었을 때, 황제는 백마를 타고 3중 성벽을 지키는 8천 병사를 시찰하고 있었다.메흐메트 2세는 백마를 탄 그의 모습을 보고 '황제는 백마를 타는가?'라고 하며 타고 있던 흑마를 물리고 백마로 갈아탔다고 한다. 후에 메흐메트 2세가 스스로를 로마의 황제로 칭한 것을 생각나게 한다. 4900명 정도의 그리스인들(무기를 들 수 있는 남성에 수도승까지 모두 포함한)과 2000명의 자진해서 잔류한 외국 용병들이 메메드 2세를 맞아 싸웠다. 황제는 전선에 직접 나섰으며, "활을 쏘고 창을 던져라, 저들에게 로마인들의 후예와 싸우고 있다는 것을 알려라!" 라며 사기를 북돋았다고 한다. 그리고 메흐메트 2세의 항복 제안에 대해서는 이런 말을 남겼다.
 "당신에게 도시를 넘겨줄 권리는 나에게도, 이 곳에 사는 그 누구에게도 없소, 우리 모두를 위해서, 상호간의 이해에 따라, 우리 생명을 아끼지 않고 자유 의지에 따라 죽을 것이오."

## 콘스탄티노플의 함락과 죽음
콘스탄티노플은 그 뒤에도 테오도시우스 성벽의 강력한 방어력을 바탕으로 몇번의 파상공세를 6천 남짓한 병사를 바탕으로 이겨낸다. 메흐메트 2세는 계속되는 실패로 원정을 지속할 지를 참모들에게 묻는다. 참모들은 딱 한 번의 총공세 이후에 황제와 평화 협정을 맺자고 제안하고 메흐메트 2세는 수긍한다. 마지막 공격지점은 외부 성벽 중 가장 약한 곳, 리쿠스강이 흘러드는 지점이었다. 황제는 첩자를 통해 공격지점을 들었지만, 방비를 단단히 하는 수 밖에 없었다. 바시-바주크에 의한 1차 공세, 정규군에 의한 2차 공세, 심지어 예니체리 군단의 3차 공세까지 모두 막아냈지만 비어있는 통로를 따라 올라간 오스만 병사가 탑에 오스만 군기를 세움으로써 성이 함락되었다고 생각해버린 병사들이 전의를 상실한다. 설상가상으로 방어전을 지휘하고 있던 용병대장 주스티니아니가 투르크군의 사격에 부상을 입고 방어선에서 이탈하여 배로 도망간다. 배로 옮겨진 주스티니아니는 회복하지 못하고 며칠 후 바다를 건너던 중 배 안에서 사망하고 만다. 주스티니아니가 부상으로 후송되자 방어군의 사기는 떨어졌고 황제가 근위대와 함께 최후의 저항을 하고있는가운데 수비군이 열려있는 비밀문을 잠그지못했고 그 문을 통해 오스만 군대가 난입해오면서 결국 성은 함락되고 만다.
"성은 함락되었지만 나는 여전히 살아있구나!" 

그는 위의 유언을 남기며 적에게 돌진하였다고 전해진다. 그리고 그 후의 종적을 알려진 바가 없다. 마지막으로 적군에게 돌격하면서 자신의 몸에 달고 있던 황제로서의 상징물을 죄다 떼어냈기 때문에, 황제의 시체는 찾을 수 없었다. 그러나, 투르크인들은 황제가 신었다는 보라색 부츠를 근거로 '황제의 시신'을 찾아 목매달았지만, 그것이 황제의 주검임을 확인하는 정확한 사료는 없다.

## 기타
당시에 "로마 제국은 창시자와 이름이 같은 황제의 치하에서 멸망한다"는 예언이 있다는 소문이 떠돌았는데 이 소문은 들어맞고 말았다. 흥미롭게도 서로마 제국의 마지막 황제인 플라비우스 모마일루스 로물루스 아우구스툴루스도 로마의 첫 번째 왕 로물루스와 로마의 첫 번째 황제 아우구스투스의 이름을 함께 가지고 있었다.
시신을 찾지 못했기 때문에 이후 오스만 제국의 지배를 받게 된 그리스에서는 '콘스탄티노폴리스의 함락 당시 천사들이 내려와 콘스탄티누스 11세를 구하여 대리석상으로 만들었으며, 투르크의 지배가 무너지고 그리스가 해방될 날 다시 부활하여 앞장서게 될 것이다.'라는 전설이 생겨났다.

## 같이 보기
- 동로마 황제
- 팔레올로고스 왕조 치하의 동로마 제국